# Christian zu Rantzau (Regierungspräsident)

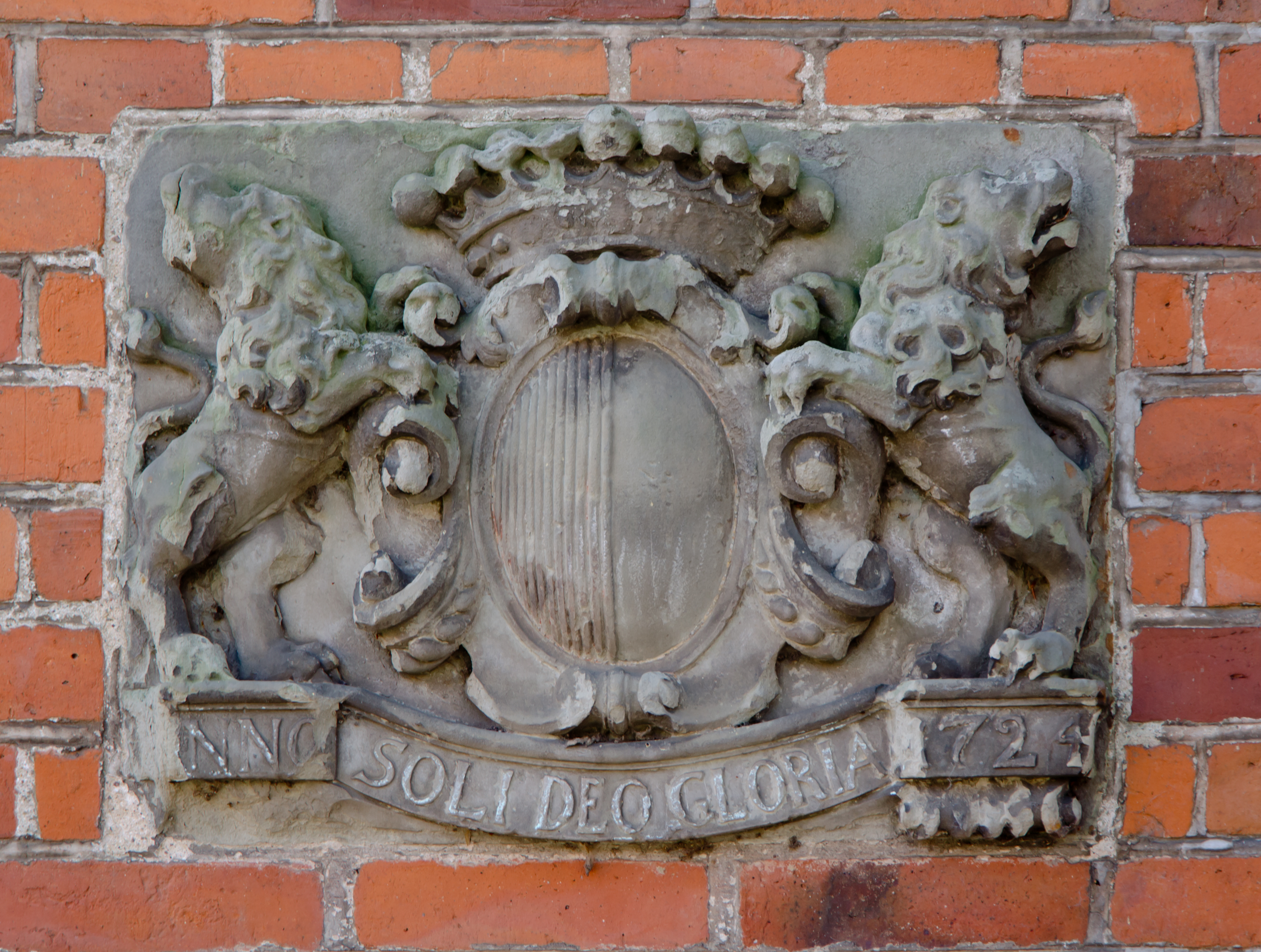
Wappen Christian zu Rantzaus (1724) an der Stadtkirche Preetz

Graf Christian zu Rantzau (* 6. Dezember 1683 in Salzau; † 8. März 1729 in Wesel) war ein deutscher Gutsbesitzer, Domherr und Präsident der Bischöflichen Kollegien in Eutin.

## Leben
Christian zu Rantzau entstammte dem holsteinischen Uradelsgeschlecht (Equites Originarii) Rantzau. Er war einer von acht Söhnen des gleichnamigen Christian zu Rantzau (1649–1704) auf Salzau und Bürau und dessen Frau Margarethe, der Tochter von Bertram Rantzau auf Ascheberg (1642–1708). Hans zu Rantzau war sein jüngerer Bruder. Nach dem Tod des Vaters wurden dessen Güter zwischen den überlebenden Brüdern aufgeteilt. Christian bekam Rastorf; später erwarb er noch Gut Weißenhaus sowie das Gut Lütgenhorn im Amt Tondern.
Schon 1693 erhielt er eine Präbende als Domherr im Lübecker Domkapitel, auf die Detlev Conrad von Reventlow verzichtet hatte. Er studierte Rechtswissenschaft und wurde Rat im Dienst der Fürstbischöfe von Lübeck.

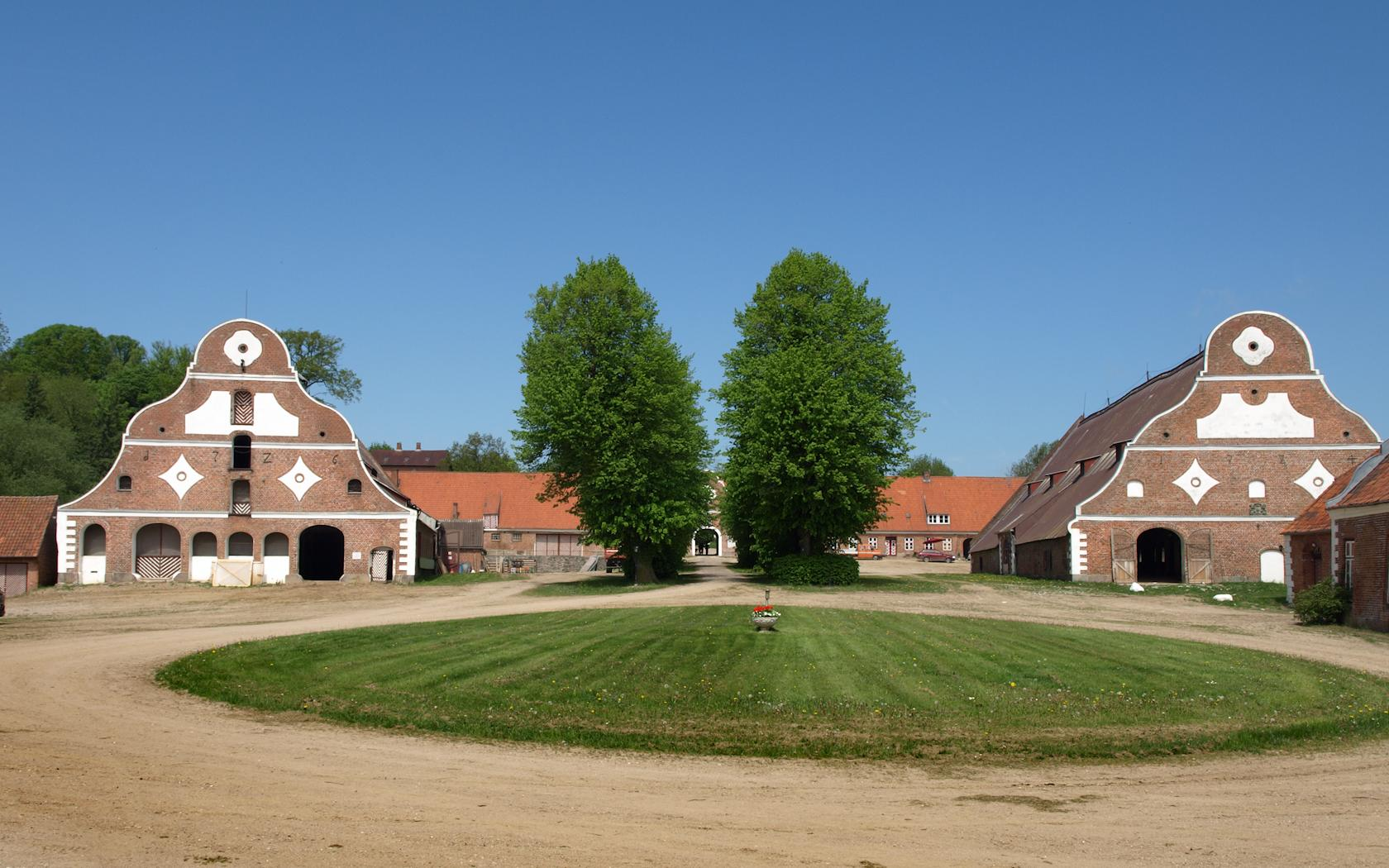
Wirtschaftshof von Gut Rastorf

Nach einem Brand, der den Wirtschaftshof von Rastorf 1720 zerstörte, ließ Christian zu Rantzau die Anlage bis 1730 durch den Eutiner Hofbaumeister Rudolph Matthias Dallin neu errichten. Dazu legte er einen barocken Garten im französischen Stil an. Zur gleichen Zeit koordinierte Rantzau die Planungen zum Wiederaufbau der Stadtkirche Preetz, mit dem er ebenfalls Dallin beauftragte.
1727/28 wurden die vier noch lebenden Brüder Christian auf Rastorf (Diplom vom 18. März 1727), Bertram auf Salzau, Hans auf Ascheberg und Detlev auf Oppendorf und Bürau als Ausgleich für die Konfiszierung der Grafschaft Rantzau durch Dänemark zu Reichsgrafen ernannt. Im selben Jahr wurde Christian zu Rantzau beim Regierungsantritt von Fürstbischof Adolf Friedrich als Nachfolger von Otto Christian Coch Präsident der Bischöflichen Kollegien (Regierungspräsident) in Eutin. Seine Amtsübernahme ließ „in vielen Bereichen einen frischen Wind spürbar werden“, der jedoch durch die Notwendigkeit bedingt war, neue Einnahmequellen zu erschließen. Nach nur zwei Jahren im Amt starb Christian zu Rantzau 1729 auf einer Reise. Seine Präbende ging an Joachim Otto Adolph von Bassewitz.
Er war seit 1708 verheiratet mit Charlotte Amalia, geb. von Rantzau (1692–1769), einer Tochter des dänischen Generals Jørgen Rantzau. Der Sohn des Paares Christian Emil (1716–1777) wurde dänischer Offizier, 1759 Generalleutnant und 1768 Oberhofmeister von Königin Sophie Magdalene.